# Кочетовка (локомотивне депо)
Локомотивне депо Кочетовка - підприємство залізничного транспорту належало до Південно-Східної залізниці. В даний час депо поєднує в собі три депо Кочетовка, Мічурінськ і Грязі. Начальник депо - Хорошков Андрій Володимирович.

## Історія депо
Депо побудували при спорудженні Тамбово-Саратовської залізниці, орієнтовно в 1870 році.

## Рухомий склад
У приписному парку депо Кочетовка в різний час перебували Газотурбовози, паровози ФД, тепловози ЧМЕ3, 2ТЕ116, електровози ВЛ80К.